# Diocèse d'Aveiro

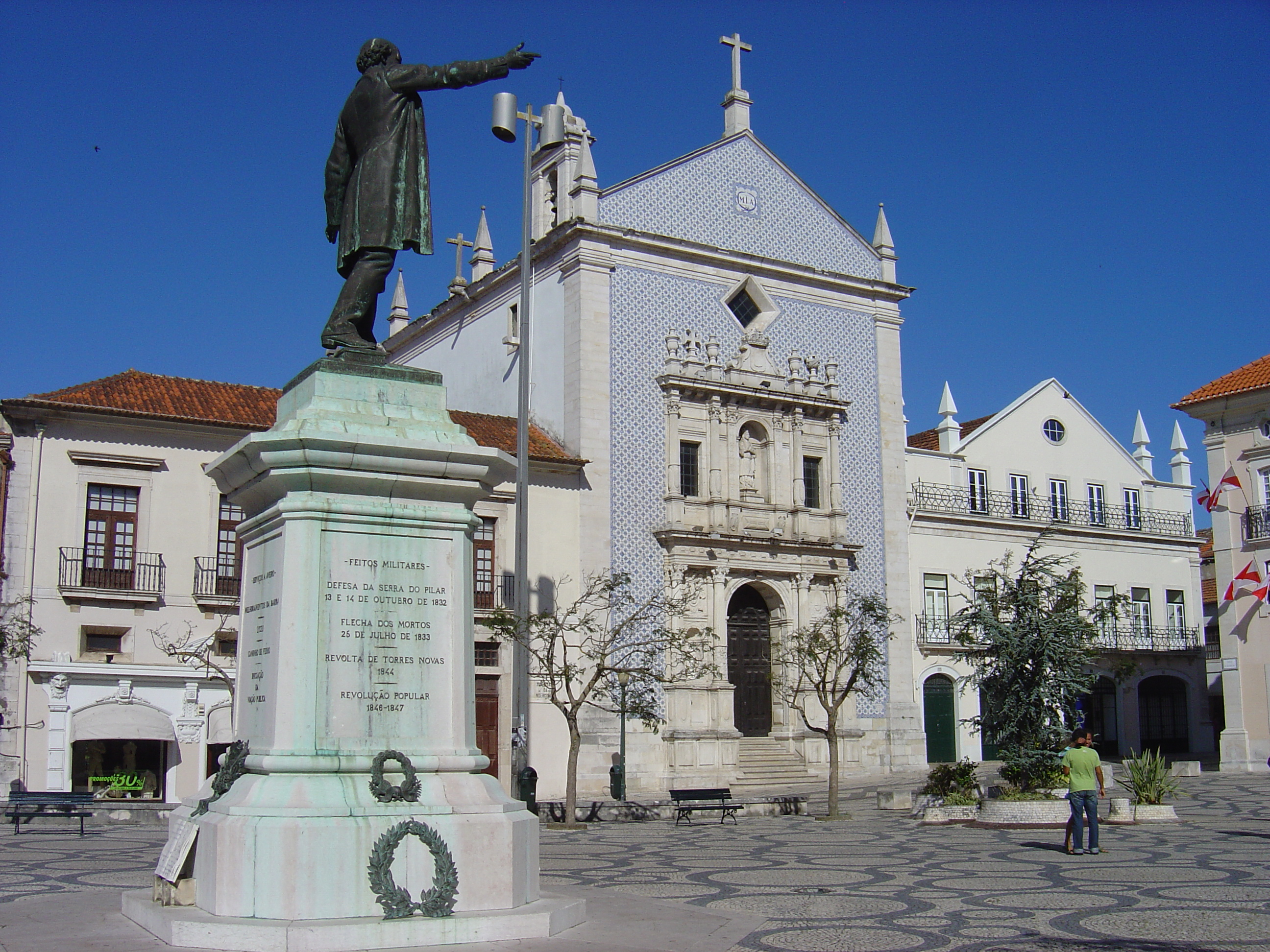
L'église de la Miséricorde d'Aveiro, la première cathédrale du diocèse de 1774 à 1830.

Le diocèse d'Aveiro (latin : Dioecesis Aveirensis) est un diocèse de l'Église catholique au Portugal. En 2018, il comptait 267 000 baptisés sur 320 225 habitants. L'actuel évêque est António Manuel Moiteiro Ramos.

## Territoire
Le diocèse comprend 10 municipalités du district d'Aveiro : Murtosa, Estarreja, Albergaria-a-Velha, Sever do Vouga, lhavo, Aveiro, Águeda, Vagos, Oliveira do Bairro et Anadia.
L'évêché est situé dans la ville d'Aveiro, tout comme la cathédrale de San Domenico.
Le territoire s'étend sur 1 537 km² et est divisé en 101 paroisses, regroupées en 10 archiprêtrés, correspondant aux 10 communes de l'arrondissement.

## Histoire
Le diocèse a été érigé le 12 avril 1774 par la bulle Militantis ecclesiae du pape Clément XIV, à la demande du roi Joseph Ier de Portugal, qui avait demandé le 28 septembre précédent de réduire le diocèse de Coimbra. L'église de la Miséricorde a été érigée en cathédrale du nouveau diocèse, avant d'être remplacée par l'église de San Bernardino en 1830.
Trois évêques ont été nommés pour ce siège : António Freire Gameiro de Sousa, qui a organisé le diocèse par des lettres et des visites pastorales et a fondé le séminaire ; António José Cordeiro, qui a dû faire face à l'invasion napoléonienne pendant son épiscopat ; Manuel Pacheco de Resende, qui a vécu les années difficiles des premiers conflits sociaux et le passage de l'ancien régime à l'âge libéral.
Après 1837, le diocèse resta vacant et le 1er avril 1845, avec le bref apostolique Cum episcopatus, il fut confié en administration apostolique aux archevêques de Braga. À partir de ce moment, un accord entre le Saint-Siège et le gouvernement portugais n'était plus possible pour la nomination d'un évêque pour Aveiro, qui était donc gouvernée par des vicaires généraux nommés par les archevêques de Braga.
Le 30 septembre 1881, le diocèse a été supprimé avec la bulle Gravissimum Christi du pape Léon XIII et son territoire a été séparé entre les diocèses de Coimbra, Porto et Viseu.
Le diocèse a été rétabli le 24 août 1938 avec la bulle Omnium ecclesiarum du Pape Pie XI, obtenant le territoire des mêmes diocèses : les municipalités d'Águeda, Anadia, Aveiro, Ílhavo, Oliveira do Bairro et Vagos du diocèse de Coimbra ; les communes d'Albergaria-a-Velha, Estarreja et Murtosa du diocèse de Porto ; et la municipalité de Sever do Vouga du diocèse de Viseu.
Avec le bref apostolique Sanctitatis flos du 5 janvier 1965  le pape Paul VI a déclaré Jeanne de Portugal patronne du diocèse.

## Chronologie des évêques
Les périodes d'inoccupation n'excédant pas 2 ans ou non historiquement déterminées sont omises.
- António Freire Gameiro de Sousa † (18 avril 1774 - 13 novembre 1799, décédé)
- António José Cordeiro † (20 juillet 1801 - 17 juillet 1813, décédé)
- Manuel Pacheco de Resende † (19 novembre 1815 - 27 mars 1837, décédé)
  - Siège vacant (1837-1881), gouverné par l'archevêque de Braga
  - Puis supprimé (1881-1938)
  - João Evangelista de Lima Vidal † (11 novembre 1938 - 16 janvier 1940, nommé évêque) (administrateur apostolique)
- João Evangelista de Lima Vidal † (16 janvier 1940 - 5 janvier 1958, décédé)
- Domingos da Apresentação Fernandes † (11 août 1958 au 21 janvier 1962, décédé)
- Manuel d'Almeida Trindade † (16 septembre 1962 - 20 janvier 1988, décédé)
- António Baltasar Marcelino † (20 janvier 1988 a succédé - 21 septembre 2006, a pris sa retraite)
- António Francisco dos Santos † (21 septembre 2006 - 21 février 2014 nommé évêque de Porto )
- António Manuel Moiteiro Ramos, depuis le 4 juillet 2014

## Statistiques
En 2018, sur une population de 320 225 personnes, le diocèse comptait 267 000 baptisés, soit 83,4% du total.
| année | population | population | population | prêtres | prêtres   | prêtres   | prêtres             | diacres | religieux | religieux | paroisses |
| année | baptisés   | total      | %          | nombre  | séculiers | réguliers | baptisés par prêtre | diacres | moines    | moniales  | paroisses |
| ----- | ---------- | ---------- | ---------- | ------- | --------- | --------- | ------------------- | ------- | --------- | --------- | --------- |
| 1950  | 200.000    | 205.000    | 97,6       | 150     | 135       | 15        | 1.333               |         | 15        | 99        | 86        |
| 1959  | 218.000    | 225.863    | 96,5       | 164     | 152       | 12        | 1.329               |         | 15        | 159       | 91        |
| 1970  | 234.689    | 242.489    | 96,8       | 155     | 144       | 11        | 1.514               |         | 17        | 194       | 95        |
| 1980  | 242.000    | 255.000    | 94,9       | 146     | 130       | 16        | 1.657               |         | 25        | 172       | 95        |
| 1990  | 261.500    | 310.900    | 84,1       | 137     | 121       | 16        | 1.908               | 9       | 27        | 160       | 99        |
| 1999  | 270.000    | 282.295    | 95,6       | 128     | 112       | 16        | 2.109               | 17      | 31        | 171       | 101       |
| 2000  | 270.000    | 282.295    | 95,6       | 128     | 112       | 16        | 2.109               | 24      | 31        | 163       | 101       |
| 2001  | 270.000    | 282.295    | 95,6       | 127     | 110       | 17        | 2.125               | 24      | 29        | 154       | 101       |
| 2002  | 270.000    | 309.495    | 87,2       | 123     | 109       | 14        | 2.195               | 24      | 24        | 155       | 101       |
| 2003  | 270.000    | 309.495    | 87,2       | 116     | 103       | 13        | 2.327               | 24      | 15        | 154       | 101       |
| 2004  | 270.000    | 309.495    | 87,2       | 110     | 97        | 13        | 2.454               | 28      | 18        | 162       | 101       |
| 2006  | 271.000    | 310.700    | 87,2       | 106     | 94        | 12        | 2.556               | 28      | 24        | 157       | 101       |
| 2012  | 274.400    | 314.800    | 87,2       | 97      | 81        | 16        | 2.828               | 34      | 17        | 161       | 101       |
| 2015  | 271.800    | 312.000    | 87,1       | 106     | 85        | 21        | 2.564               | 39      | 21        | 151       | 101       |
| 2018  | 267.000    | 320.225    | 83,4       | 100     | 81        | 19        | 2.670               | 37      | 20        | 139       | 101       |

## Note
1. ↑  AAS 57 (1965), pp. 716-717.